# Brie (Aisne)
Pour les articles homonymes, voir Brie.
Brie est une commune française située dans le département de l'Aisne en région Hauts-de-France.

## Géographie

### Hydrographie
La commune est située dans le bassin Seine-Normandie. Elle est drainée par la Riu,.

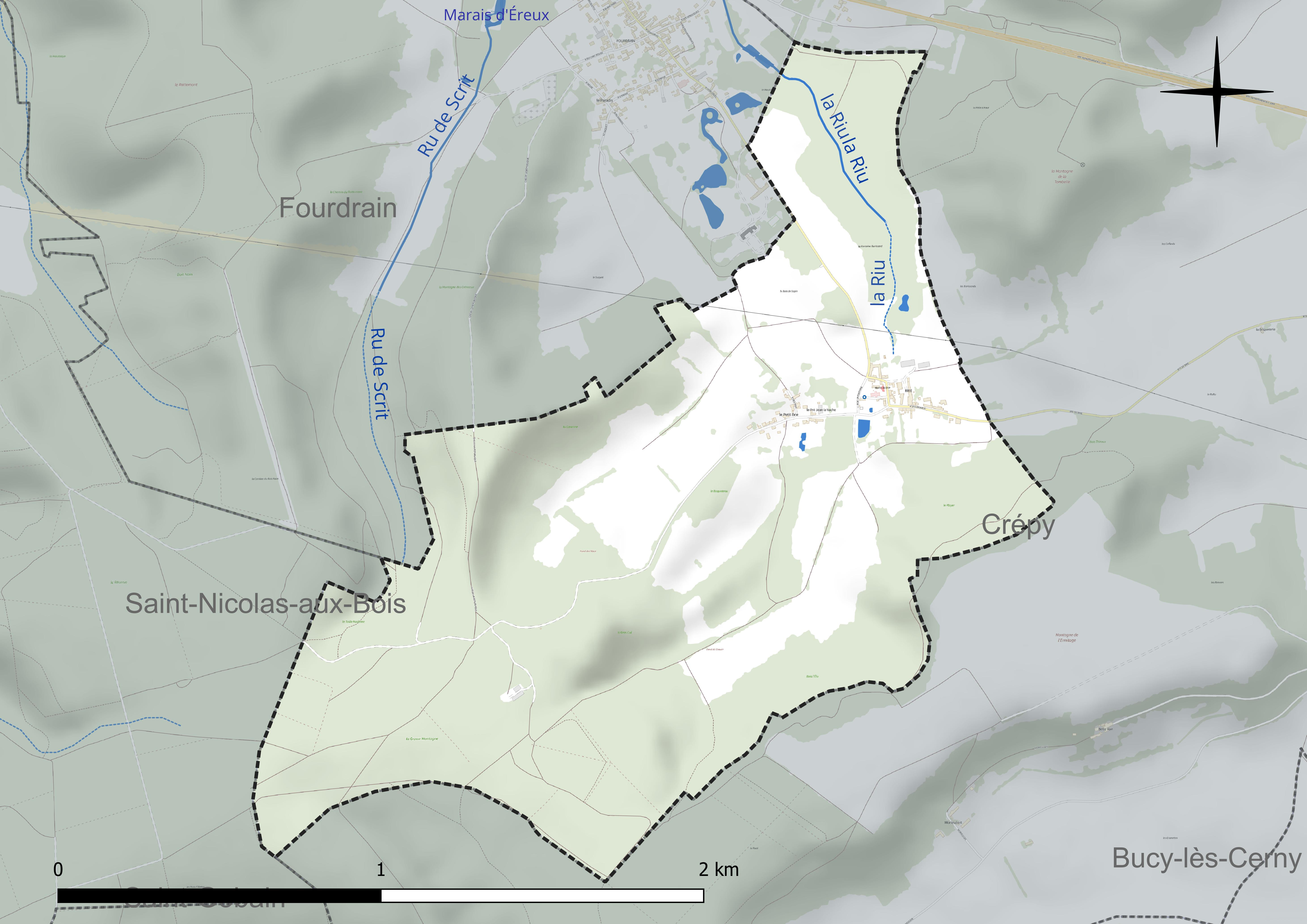
Réseau hydrographique de Brie.

### Climat
Pour des articles plus généraux, voir Climat des Hauts-de-France et Climat de l'Aisne.
En 2010, le climat de la commune est de type climat océanique dégradé des plaines du Centre et du Nord, selon une étude du CNRS s'appuyant sur une série de données couvrant la période 1971-2000. En 2020, Météo-France publie une typologie des climats de la France métropolitaine dans laquelle la commune est exposée à un climat océanique altéré et est dans la région climatique Nord-est du bassin Parisien, caractérisée par un ensoleillement médiocre, une pluviométrie moyenne régulièrement répartie au cours de l'année et un hiver froid (3 °C).
Pour la période 1971-2000, la température annuelle moyenne est de 10,2 °C, avec une amplitude thermique annuelle de 15,1 °C. Le cumul annuel moyen de précipitations est de 767 mm, avec 11,9 jours de précipitations en janvier et 8,6 jours en juillet. Pour la période 1991-2020, la température moyenne annuelle observée sur la station météorologique la plus proche, située sur la commune d'Aulnois-sous-Laon à 9 km à vol d'oiseau, est de 11,0 °C et le cumul annuel moyen de précipitations est de 685,6 mm,. Pour l'avenir, les paramètres climatiques de la commune estimés pour 2050 selon différents scénarios d'émission de gaz à effet de serre sont consultables sur un site dédié publié par Météo-France en novembre 2022.

## Urbanisme

### Typologie
Brie est une commune rurale,. Elle fait en effet partie des communes peu ou très peu denses, au sens de la grille communale de densité de l'Insee,.
Par ailleurs la commune fait partie de l'aire d'attraction de Laon, dont elle est une commune de la couronne. Cette aire, qui regroupe 106 communes, est catégorisée dans les aires de 50 000 à moins de 200 000 habitants,.

### Occupation des sols
L'occupation des sols de la commune, telle qu'elle ressort de la base de données européenne d'occupation biophysique des sols Corine Land Cover (CLC), est marquée par l'importance des forêts et milieux semi-naturels (63,8 % en 2018), une proportion identique à celle de 1990 (63,8 %). La répartition détaillée en 2018 est la suivante : 
forêts (63,8 %), prairies (31,9 %), zones urbanisées (4,3 %).
L'évolution de l'occupation des sols de la commune et de ses infrastructures peut être observée sur les différentes représentations cartographiques du territoire : la carte de Cassini (XVIIIe siècle), la carte d'état-major (1820-1866) et les cartes ou photos aériennes de l'IGN pour la période actuelle (1950 à aujourd'hui).

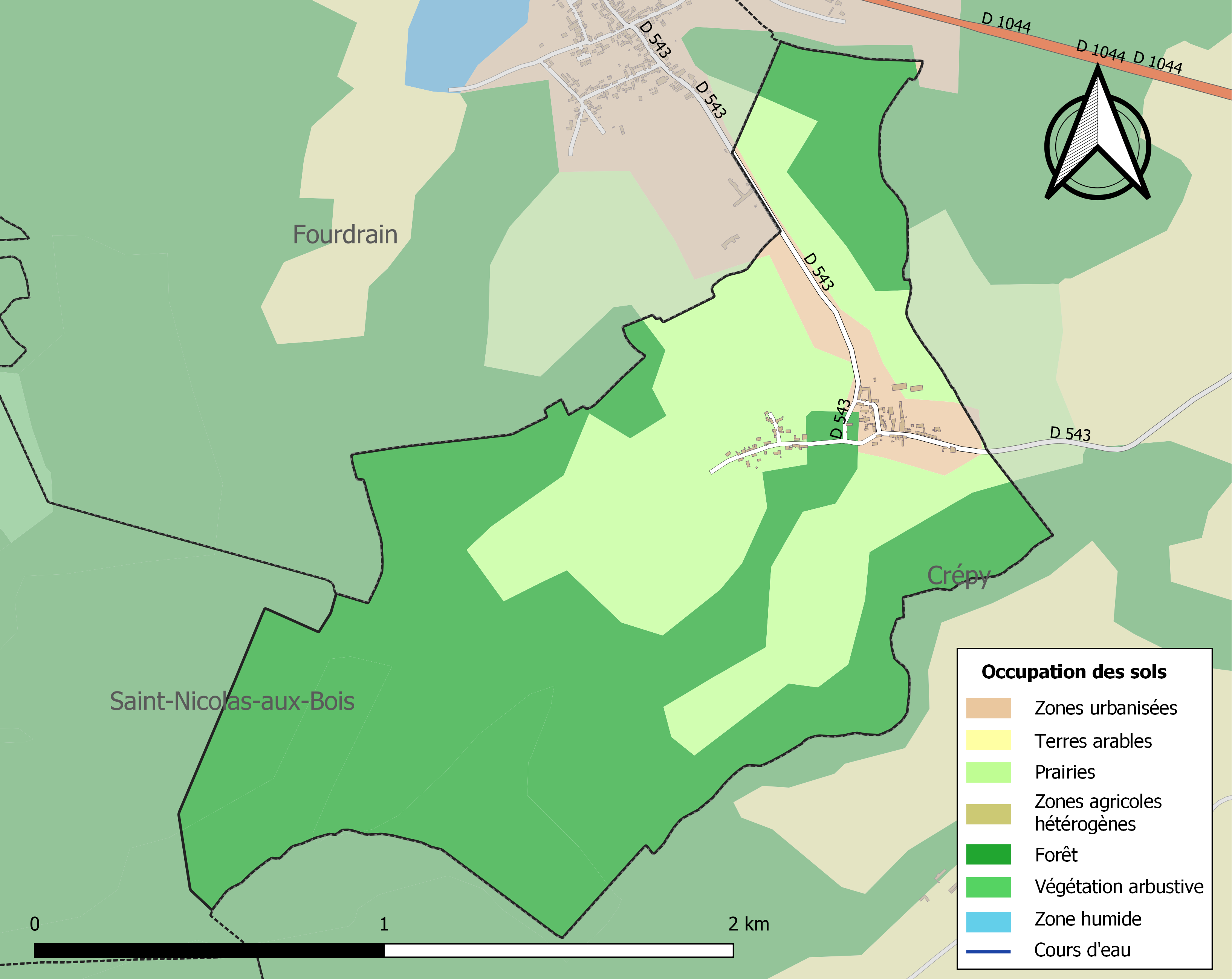
Carte des infrastructures et de l'occupation des sols de la commune en 2018 (CLC).
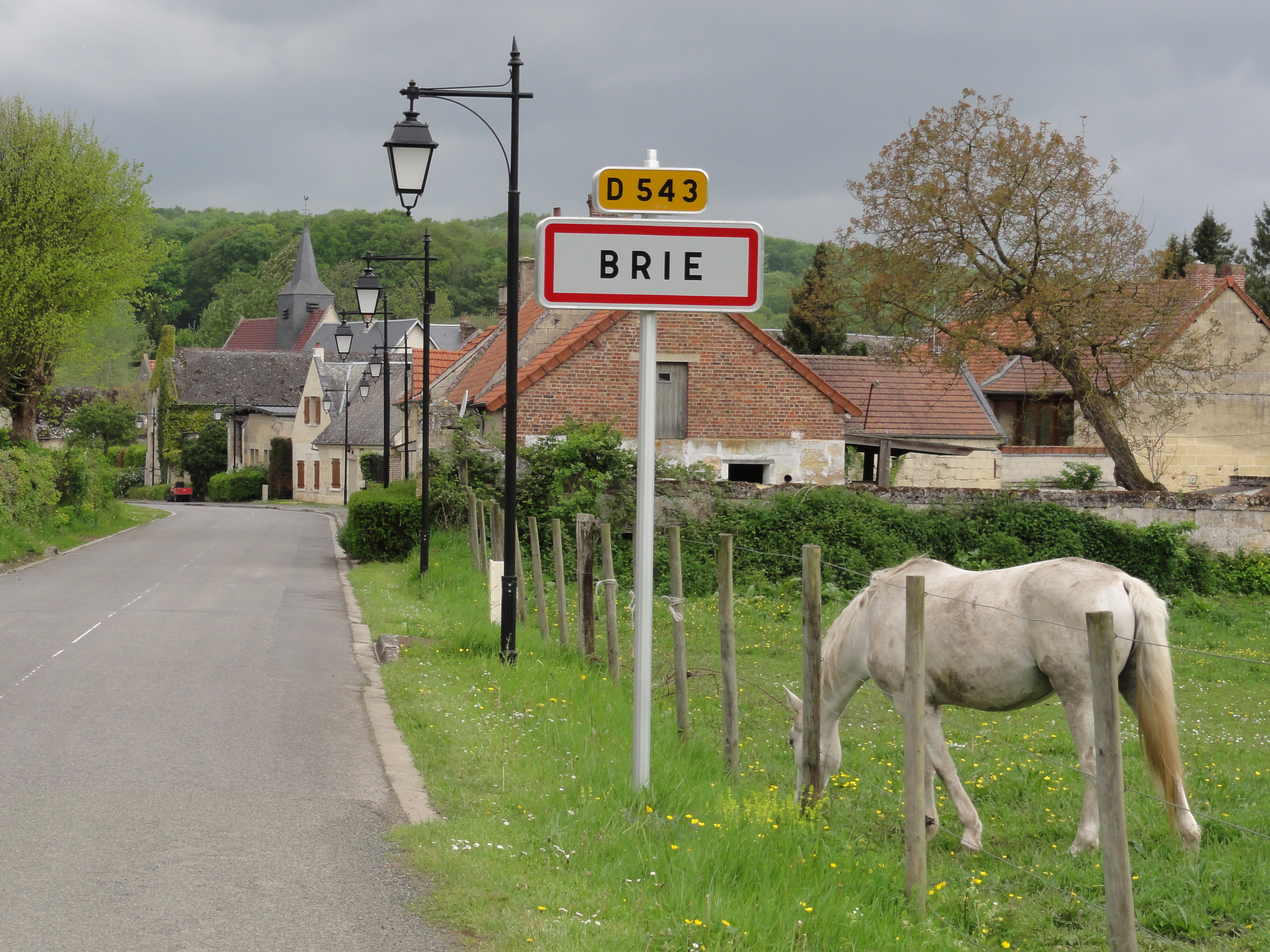
Entrée de Brie.

## Toponymie
Le nom de la localité est attesté sous les formes Brearie (855) ; Bris (1209) ; Bry-en-Laonnois, Bris-les-Crespy (1466) ; Bry (1500) ; Brye (1599) ; Paroisse de Saint-Quentin-de-Brye (1672).
Peut-être du gaulois briva « pont » ; Brearie, en 855, serait le génitif de *brivaria, dont le suffixe -aria aurait disparu après le IXe siècle.

## Politique et administration

### Découpage territorial
La commune de Brie est membre de la communauté d'agglomération Chauny-Tergnier-La Fère, un établissement public de coopération intercommunale (EPCI) à fiscalité propre créé le 1er janvier 2017 dont le siège est à Chauny. Ce dernier est par ailleurs membre d'autres groupements intercommunaux.
Sur le plan administratif, elle est rattachée à l'arrondissement de Laon, au département de l'Aisne et à la région Hauts-de-France. Sur le plan électoral, elle dépend du  canton de Tergnier pour l'élection des conseillers départementaux, depuis le redécoupage cantonal de 2014 entré en vigueur en 2015, et de la première circonscription de l'Aisne  pour les élections législatives, depuis le dernier découpage électoral de 2010.

### Administration municipale
Le nombre d'habitants de la commune étant inférieur à 100, le nombre de membres du conseil municipal est de 7.

#### Liste des maires

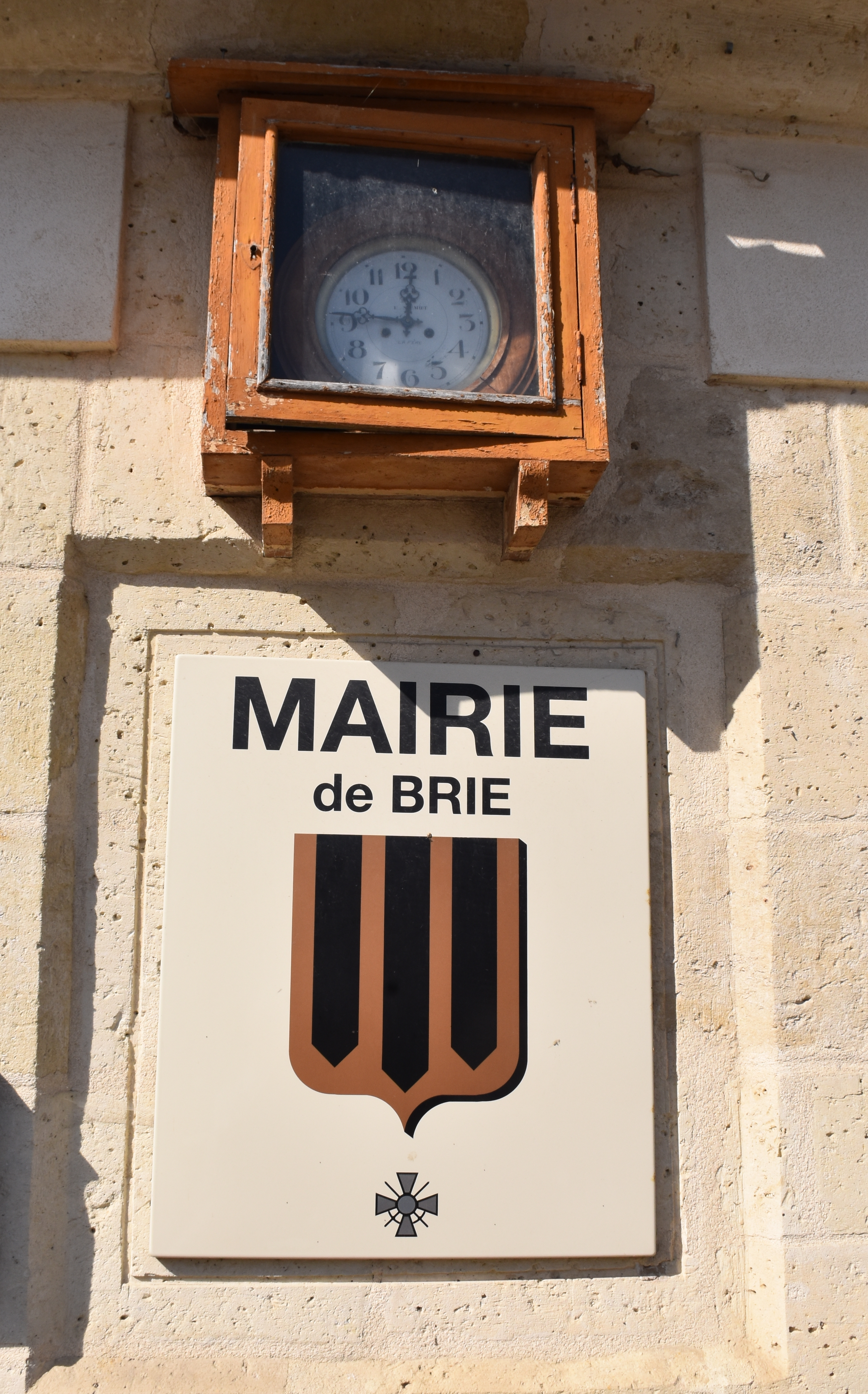
L'horloge de la mairie et le blason.

| Période                                  | Période                       | Identité          | Étiquette | Qualité                                 |
| ---------------------------------------- | ----------------------------- | ----------------- | --------- | --------------------------------------- |
| Les données manquantes sont à compléter. |                               |                   |           |                                         |
| mars 2001                                | mars 2014                     | Michel de Nes     |           |                                         |
| mars 2014                                | En cours (au 11 juillet 2020) | Jack Guillaucourt | SE        | Retraité Réélu pour le mandat 2020-2026 |

## Démographie
L'évolution du nombre d'habitants est connue à travers les recensements de la population effectués dans la commune depuis 1793. Pour les communes de moins de 10 000 habitants, une enquête de recensement portant sur toute la population est réalisée tous les cinq ans, les populations de référence des années intermédiaires étant quant à elles estimées par interpolation ou extrapolation. Pour la commune, le premier recensement exhaustif entrant dans le cadre du nouveau dispositif a été réalisé en 2005.

En 2022, la commune comptait 54 habitants, en évolution de +3,85 % par rapport à 2016 (Aisne : −1,97 %, France hors Mayotte : +2,11 %).
| 1793 | 1800 | 1806 | 1821 | 1831 | 1836 | 1841 | 1846 | 1851 |
| ---- | ---- | ---- | ---- | ---- | ---- | ---- | ---- | ---- |
| 187  | 212  | 206  | 201  | 198  | 211  | 207  | 191  | 162  |

| 1856 | 1861 | 1866 | 1872 | 1876 | 1881 | 1886 | 1891 | 1896 |
| ---- | ---- | ---- | ---- | ---- | ---- | ---- | ---- | ---- |
| 162  | 164  | 152  | 149  | 126  | 119  | 107  | 106  | 101  |

| 1901 | 1906 | 1911 | 1921 | 1926 | 1931 | 1936 | 1946 | 1954 |
| ---- | ---- | ---- | ---- | ---- | ---- | ---- | ---- | ---- |
| 72   | 82   | 84   | 99   | 106  | 103  | 88   | 85   | 85   |

| 1962 | 1968 | 1975 | 1982 | 1990 | 1999 | 2005 | 2006 | 2010 |
| ---- | ---- | ---- | ---- | ---- | ---- | ---- | ---- | ---- |
| 97   | 80   | 73   | 58   | 60   | 69   | 60   | 59   | 59   |

| 2015 | 2020 | 2022 | - | - | - | - | - | - |
| ---- | ---- | ---- | - | - | - | - | - | - |
| 53   | 55   | 54   | - | - | - | - | - | - |

## Culture locale et patrimoine

### Ornithologie
Chaque année, les combles de la mairie accueillent une colonie de Petits Rhinolophes, espèce de petite chauve-souris protégée.

### Lieux et monuments
- Église Saint-Quentin, datant du XIIe siècle

```
Rue de la Fontaine 
```

- Ferme fortifiée, à l'entrée du village

```
3 Rue des Briards
```

#### Galerie

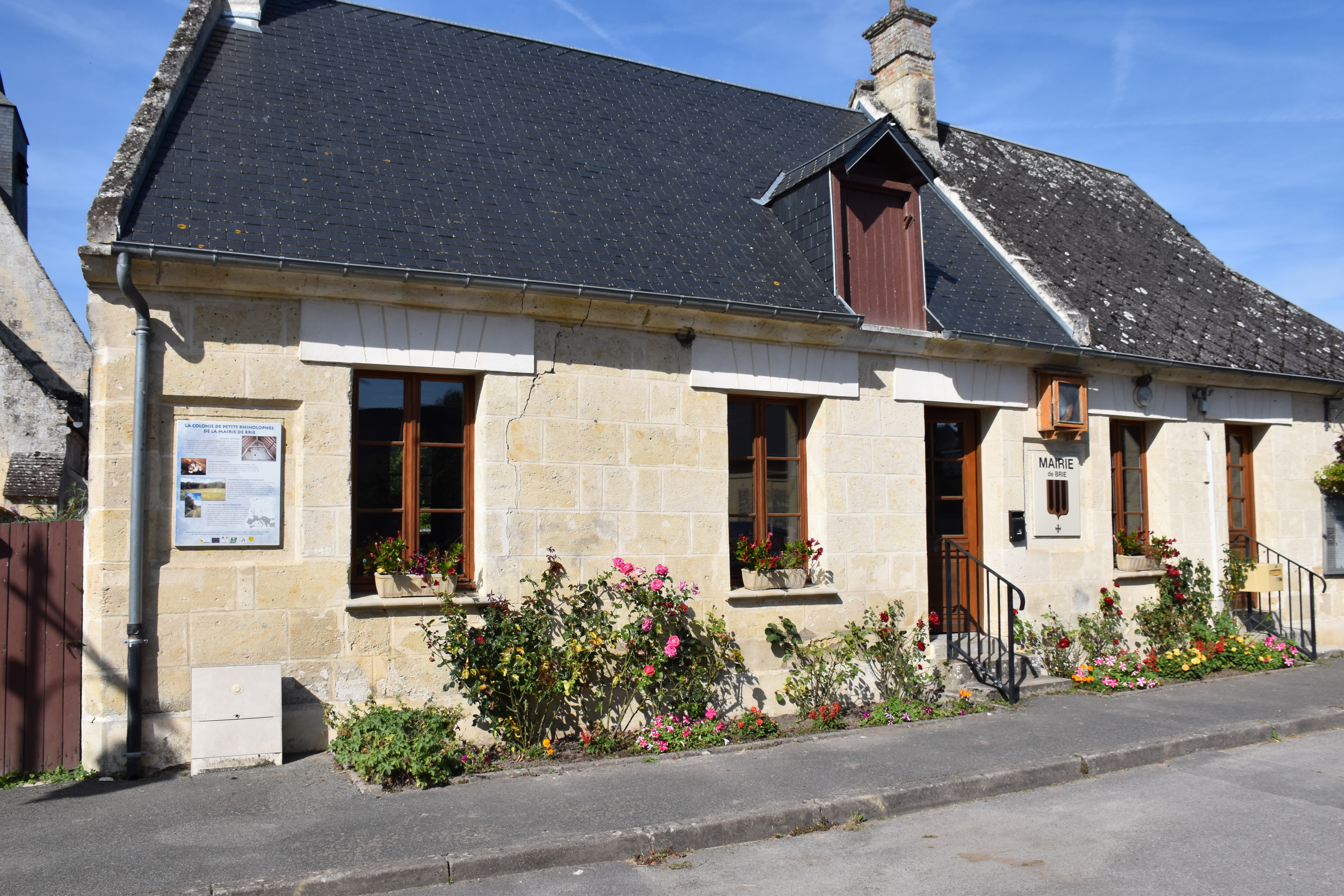
La mairie en 2023.
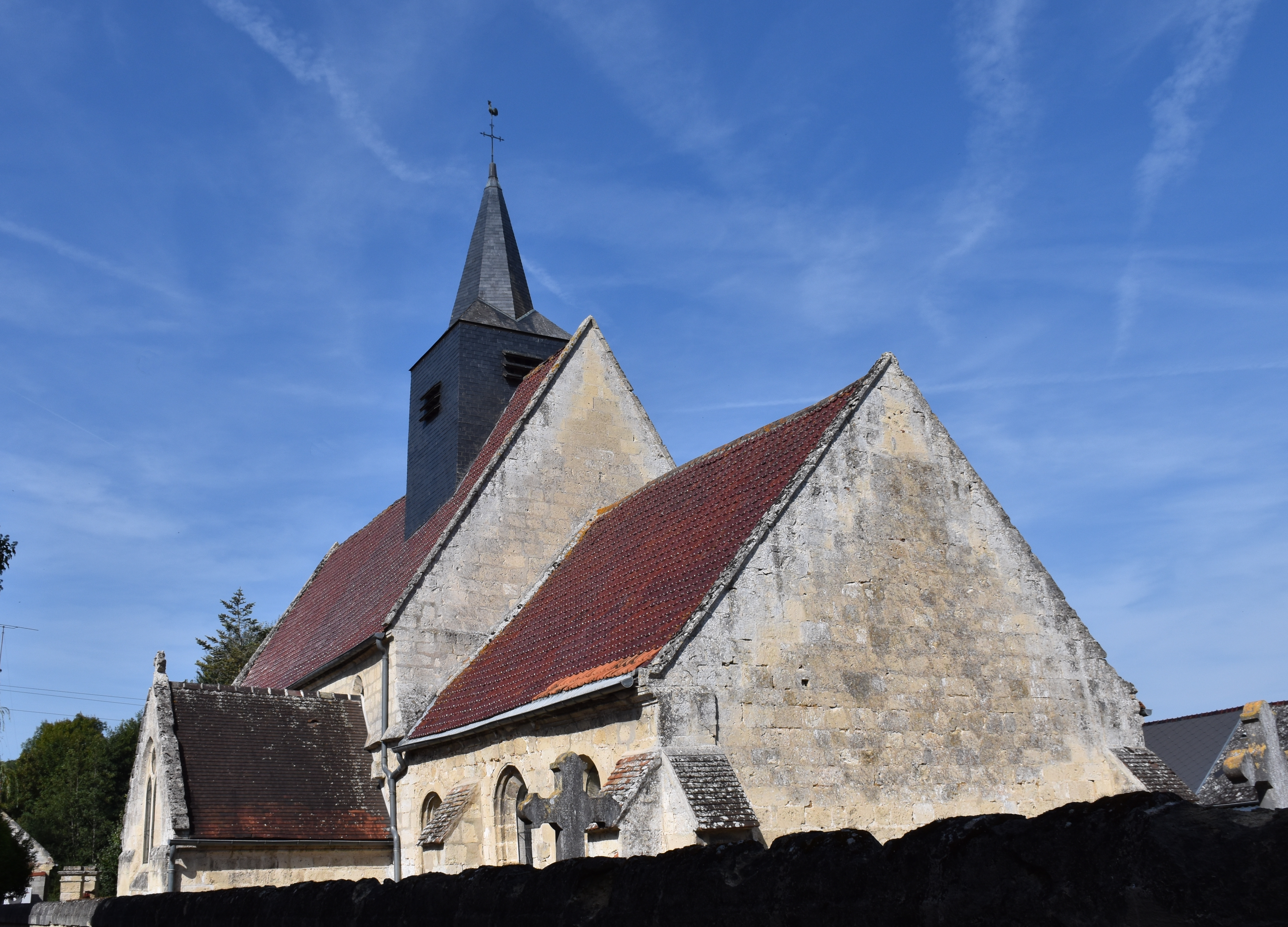
L'église.
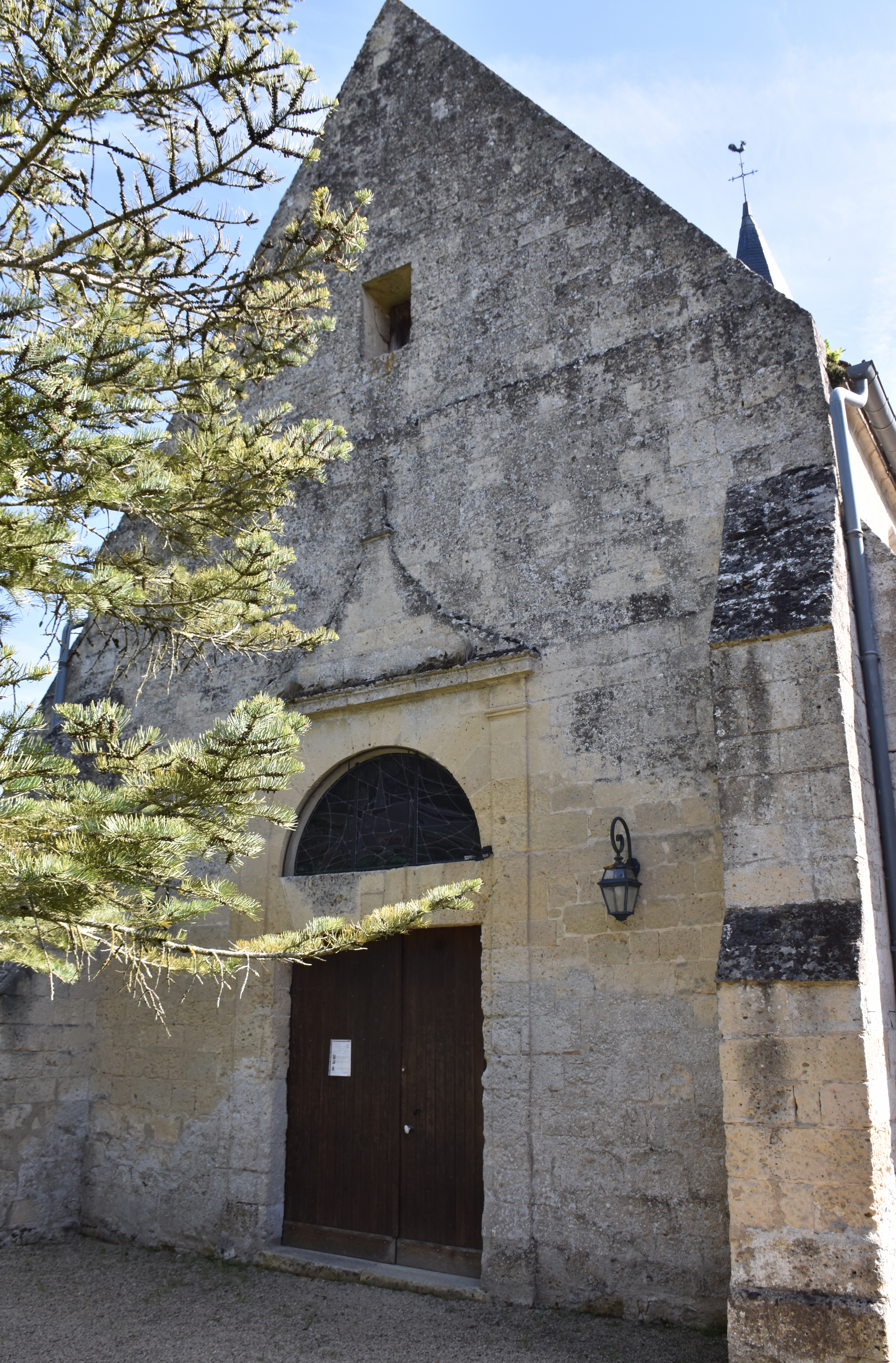
Façade de l'église.
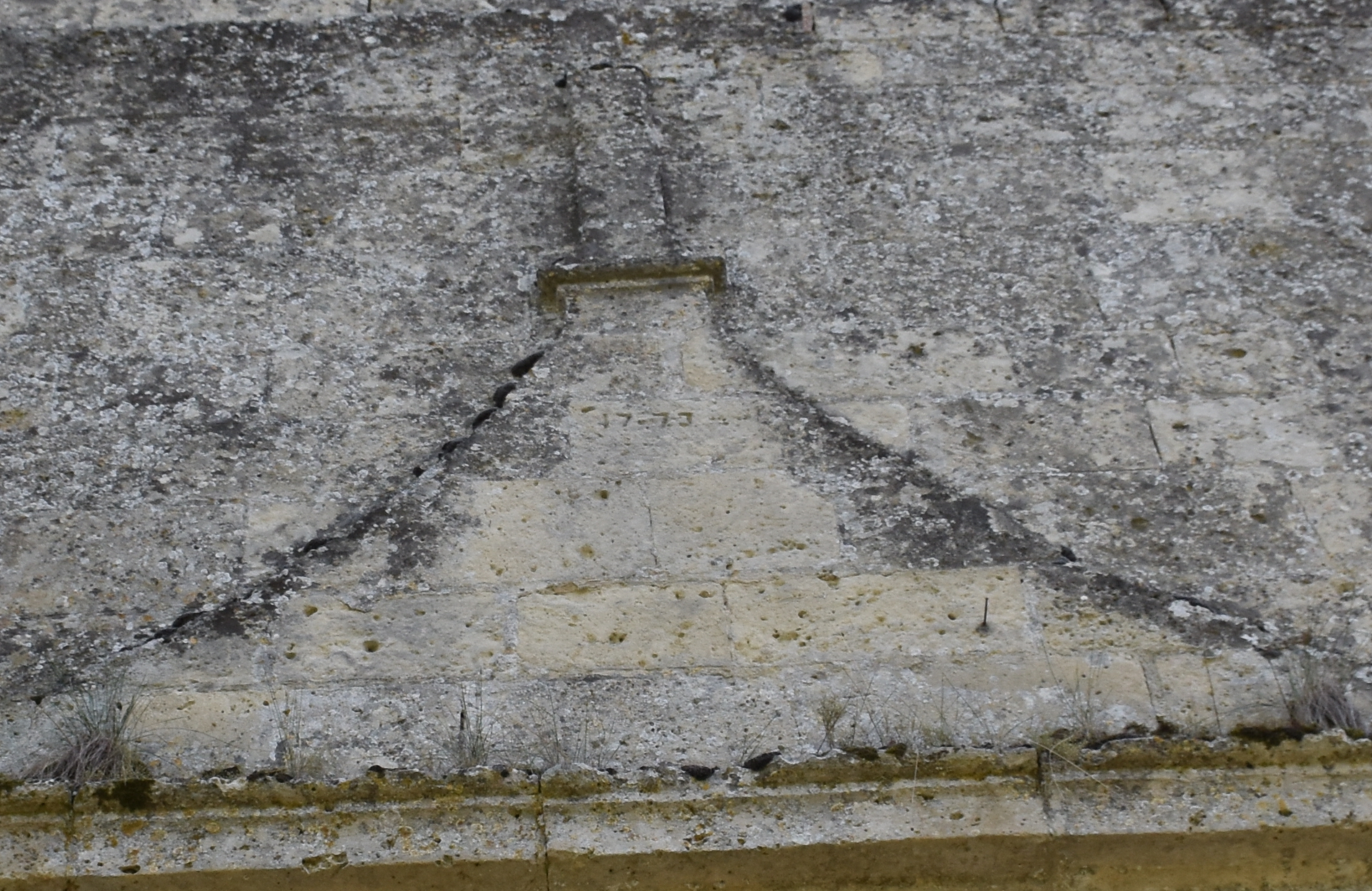
Date de restauration de l'église : 1773.
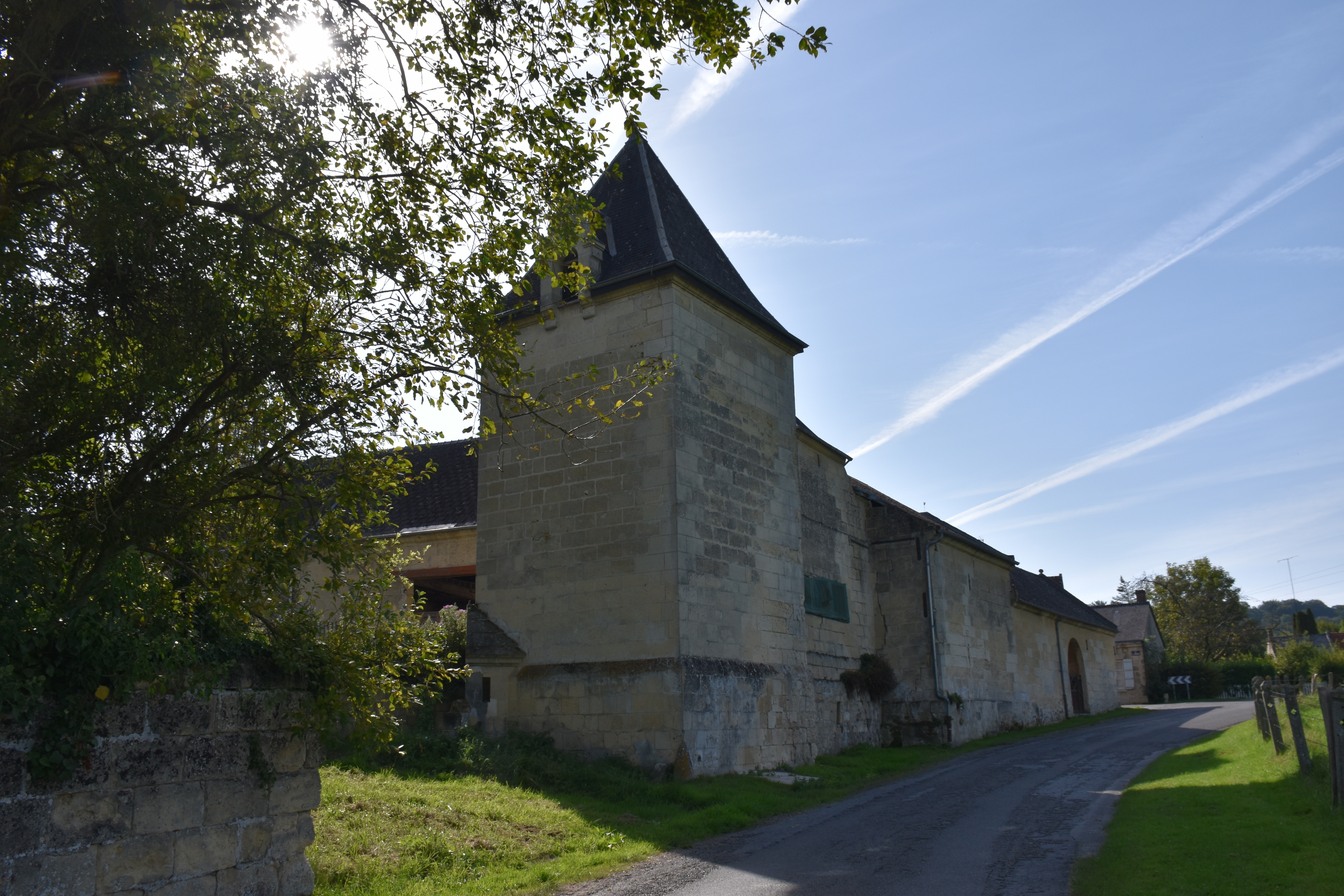
Ferme fortifiée à l'entrée du village.
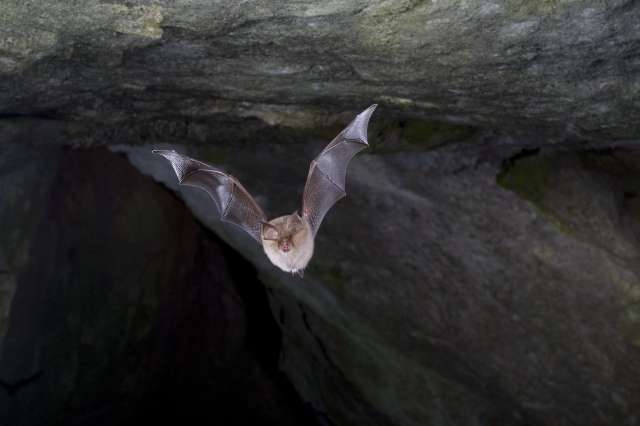
Une Rhinolophe en vol.

### Héraldique
| Blason de Brie | Blason  | D'or à trois pals aiguisés de sable. Ornements extérieursCroix de guerre 1914-1918 |
| Blason de Brie | Détails | Le statut officiel du blason reste à déterminer.                                   |

## Pour approfondir